# Sân bay Kindu
Sân bay Kindu (IATA: KND, ICAO: FZOA) là một sân bay ở Kindu, Cộng hòa Dân chủ Congo.

## Hãng hàng không và điểm đến
| Hãng hàng không                | Các điểm đến                      |
| ------------------------------ | --------------------------------- |
| Compagnie Africaine d'Aviation | Goma, Kinshasa–N'djili, Kisangani |
| Congo Airways                  | Goma, Kinshasa–N'djili, Kisangani |